# Chi è Dio
Chi è Dio è un cortometraggio del 1945, diretto da Mario Soldati, che ne ha curato la sceneggiatura insieme a Cesare Zavattini e Diego Fabbri. La pellicola, che si credeva perduta, è stata ritrovata nel 2003: restaurata, è stata presentata nel 2004 alla Mostra del Cinema di Venezia.

## Trama
Nell'opera, che nei titoli iniziali è definita "catechismo per la terza elementare", un gruppo di ragazzini vuole introdursi di nascosto in una capanna, approfittando dell'assenza del proprietario, per impadronirsi di un piccolo veliero racchiuso in una bottiglia. Ma il prescelto per l'impresa si rifiuta: interrogato dai compagni, li sorprende affermando "Dio mi vede".
Ne nasce una discussione, nella quale il gruppetto coinvolge il postino di passaggio. Questi cerca di rispondere alle domande dei ragazzi, ma si trova in difficoltà e si allontana. Interviene allora un curioso personaggio, il signor Pietro, che spiega perché Dio esiste anche se non si vede, e invece vede e sente tutto. Intanto il più sfrontato della banda ha sottratto il veliero in bottiglia, ma più nessuno lo vuole e i ragazzi lo restituiscono.

## Riconoscimenti
Nel 1946 il cortometraggio fu vincitore al Festival internazionale del cinema di Salerno.